# 波蘭流亡政府
波蘭共和國流亡政府（波蘭語：Rząd Rzeczypospolitej Polskiej na uchodźstwie，1939年－1990年）是第二次世界大戰時波蘭被德國與蘇聯佔領後的流亡政府，常駐倫敦，領導境外波蘭人的抗戰活動。

## 二戰時波蘭流亡政府的戰績

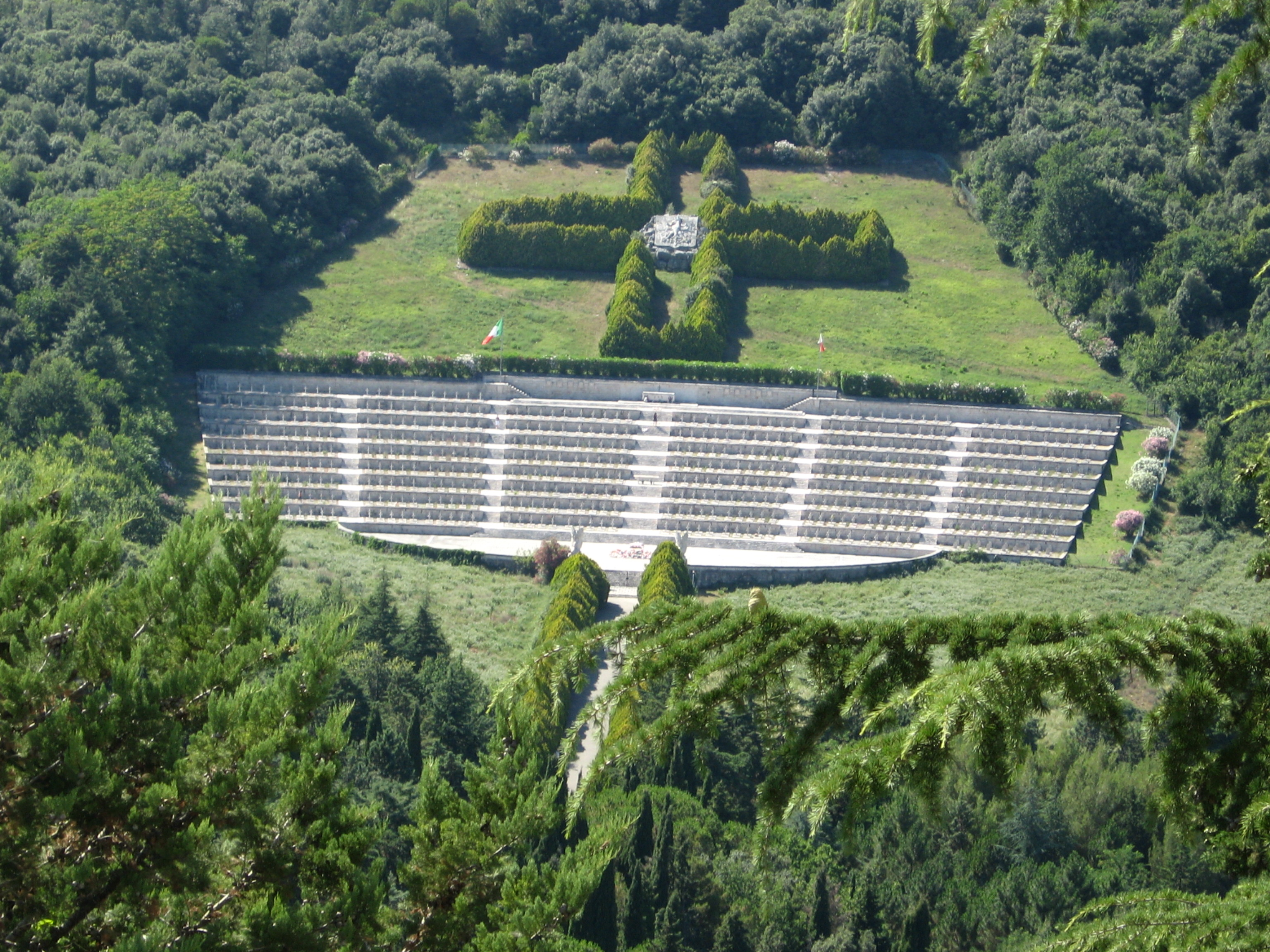
波蘭流亡政府為在卡西諾陣亡的官兵建成的戰爭墳墓

當波蘭政府流亡後，波蘭軍隊逃到羅馬尼亞。波蘭流亡政府將逃到羅馬尼亞的軍隊和用不同方法到英國的波蘭軍人集結起來作戰，並以同盟國成員參加二戰。如在意大利攻防戰中參戰，並在卡西諾戰役中佔領德軍防守的修道院。同時參加了諾曼地登陸戰。
- 波蘭戰役後，波蘭全境失守。逃出波蘭的波蘭流亡政府和部分效忠于其的正规軍隊前往伦敦，留在波兰的正规军则遭德、苏占领军解散、流放及杀害。抵达伦敦的波兰正规军在英国扶植下重建，实际有作战力的，有隶属于英国皇家空军的战斗机波兰中队（参与了不列颠空战），波兰第1军之第1独立伞兵旅（在华沙起义的同时被英军投往荷兰参与市场花园行动）。

- 1942年在前波蘭國境的波蘭士兵組織波蘭地下國，秘密成立民兵组织波兰家乡军，由波蘭流亡政府提供英式武器装备，受其指挥以游击對抗前波蘭國境上的德軍。

- 同期波兰工人党成立，波兰也有多支抵抗力量从苏联获得武器装备，在波兰境内游击和在苏联战场上跟随苏军打击德军。1944年这些抵抗力量联合，统一受波兰工人党领导，整合为波兰人民军，其中实际有作战能力的，跟随白俄罗斯第1方面军在与波兰毗邻的白俄罗斯与德军正面作战。

1943年華沙猶太區起義，以上三支军事力量尚实力不足未予支援。但因波蘭流亡政府及波蘭地下國，與當初跟納粹德國聯手滅波蘭的蘇聯關係紧张，蘇聯扶持波兰工人党建立的波兰人民军傀儡軍隊不受波兰流亡政府指挥；而隶属于英军的“波兰流亡军”实际也不受流亡政府指挥；流亡政府能调动的只有“波兰家乡军”民兵。
1944年，波兰流亡政府首脑塔德烏什·博爾-科莫羅夫斯基秘密从伦敦回到华沙，波蘭地下國在得知苏军坦克部队已抵达华沙东部，抢先獨自發動華沙起義，命令波兰家乡军试图赶在苏联击败德国占领军占领华沙前解放华沙。希特勒指派精锐“戈林师”前往华沙镇压；流亡政府希望英国能调出当时已成军的“波兰第1独立伞兵旅”空降华沙支援，但英军当时正在筹备“市场花园行动”，将波兰第1独立伞兵旅调往荷兰。华沙起义遭德軍殘酷鎮壓；白俄罗斯第1方面军及所辖波兰人民军在自身遭德军攻击下，派出空军以空袭和空投苏式武器，及炮兵隔河远程炮击方式，有限支援了华沙起义。最后10月2日“波兰家乡军”向德军投降，秘密从伦敦返回的波兰流亡政府首脑塔德烏什·博爾-科莫羅夫斯基被俘。
1945年1月17日，苏军占领华沙。戰後，蘇聯扶植以波兰工人党為首的政府，為波蘭人民共和國。波兰家乡军于1月19日解散，波蘭流亡政府终無法重回波蘭。
雖然二戰結束後該政府未被廣泛承認且對波蘭本土並無實際行政能力，該政府仍持續運作直至波兰统一工人党政权結束（1990年）。這一年，波兰第三共和国成立，在萊赫·華里沙當選波蘭總統後，波蘭流亡政府最後一任總統理夏德·卡乔罗夫斯基親返華沙，將波蘭共和國全部法統象徵（國璽、總統印信、總統綬帶、總統旗幟、1935年憲法之正本）交給了新政府。1992年波蘭新政府宣布承認流亡政府所頒發的所有勳章。因此，当前的波兰第三共和国不承认波兰人民共和国的法理性，并认为自身政权继承自波兰流亡政府。

## 领导人列表

### 国家元首
1. 瓦迪斯瓦夫·拉奇凯维奇
2. 奥古斯特·扎列斯基
3. 斯坦尼斯瓦夫·奥斯特洛夫斯基
4. 爱德华·伯纳德·拉琴斯基
5. 卡齐米日·萨巴特
6. 理夏德·卡乔罗夫斯基

### 政府首脑
1. 瓦迪斯瓦夫·西科尔斯基
2. 斯坦尼斯瓦夫·米科瓦伊奇克
3. 托马什·阿西谢夫斯基（英语：Tomasz Arciszewski）
4. 塔德乌什·科莫罗夫斯基
5. 塔德乌什·托马谢夫斯基（英语：Tadeusz Tomaszewski (Prime Minister)）
6. 罗曼·奥杰任斯基（英语：Roman Odzierzyński）
7. 耶日·赫里涅夫斯基（英语：Jerzy Hryniewski）
8. 斯坦尼斯瓦夫·马茨凯维奇（英语：Stanisław Mackiewicz）
9. 胡贡·汉克（英语：Hugon Hanke）
10. 安东尼·帕荣克（英语：Antoni Pająk）
11. 亚历山大·扎维沙（英语：Aleksander Zawisza）
12. 齐格蒙特·穆赫涅夫斯基（英语：Zygmunt Muchniewski）
13. 阿尔弗雷德·乌尔班斯基（英语：Alfred Urbański）
14. 卡齐米日·萨巴特
15. 爱德华·什切帕尼克（英语：Edward Szczepanik）

## 外部連結
- Statement of the Polish government in exile following the death of General Sikorski (1943)
- Publications on the Polish Government (In Exile) 1939-1990 （页面存档备份，存于）
- Stamp Issues by the Polish Government in Exile （页面存档备份，存于）
- Polish forces in the west during World War II （页面存档备份，存于）
- Official Polish Chancellery website: Prime Ministers IInd Republic of Poland in Exile （页面存档备份，存于）